# Alsophylax przewalskii
Alsophylax przewalskii е вид влечуго от семейство Геконови (Gekkonidae). Видът не е застрашен от изчезване.

## Разпространение
Разпространен е в Китай.